# 斉藤和
斉藤 和（さいとう かず、1960年6月18日 - ）は、日本の画家。（京都市立芸術大学・1987年）。

## 概要
1960年 京都府久美浜町に生まれる。京都府出身の日本画家である。
1987年 京都市立芸術大学日本画専攻卒業後、前田青邨記念大賞展の奨励賞受賞など多岐にわたり受賞している。
雑誌の取材の中では「最初に見た岩絵具が天然緑青。日本画を始めるきっかけとなった色。宝石よりも綺麗でその力は絶対的」
とも語っている。

## 年譜
- 1960年 京都府久美浜町に生まれる
- 1987年 京都市立芸術大学日本画専攻卒業
- 1987年 伊丹大賞展佳作賞
- 1992年 いのち賛歌日本画百人展優秀佳作賞
- 1994年 銀座大賞展三席賞
- 1994年 しんわ美術展（しんわ文化財団買上げ）
- 1994年 花の美術大賞展　花博協会賞
- 1997年 伏見稲荷大社 本宮祭 行灯献画 （～現在）
- 1998年 JR広報誌 「ブルーシグナル」 内エッセイ挿画
- 1999年 京都美術工芸展大賞 （京都府買上げ）
- 2001年 NHK金曜時代劇 「五瓣の椿」の浮世絵制作指導
- 2002年 真言宗大覚寺派医王山 薬王寺 客殿障壁画 制作
- 2003年 イオングループ 新春用イヤープレート/色紙/ポスター制作
- 2006年 日経日本画大賞展推薦
- 2006年 前田青邨記念大賞展奨励賞
- 2008年 全国水墨画公募展金賞（呉市買上げ）
- 2010年 浄土真宗本願寺派 専徳寺本堂内陣障壁画制作
- 2013年 京都日本画家協会展
- 2014年 日本画年鑑30周年記念展
- 2019年 ドナルド・キーン著　このひとすじにつながりて　私の日本研究の道 (朝日文庫)　表紙絵
- 2024年　開高健著　夏の闇（仏語版：EDITION PICQUIR）　表紙絵
- 2024年　ベルナルド・サンタナ著　おおきなパパくまさん～四国おへんろ編～（アマゾン出版）　挿画担当（世界９か国（英語・ポルトガル語・イタリア語・フランス語・日本語・スペイン語・ドイツ語・ヘブライ語・アラビア語）で翻訳）

## 代表作
- 「雪の舞う」
- 「天翔る」
- 「かぐや」
- 「名も無き」
- 「陽のこぼれる」
- 「月のつつまれし」

## 画集
- 『絵言葉』2007年
- 『絵言葉』2020年